# Nesomymar
Nesomymar is een geslacht van vliesvleugeligen uit de familie Mymaridae. De wetenschappelijke naam van dit geslacht is voor het eerst geldig gepubliceerd in 1971 door Valentine.

## Soorten
Het geslacht Nesomymar is monotypisch en omvat slechts de volgende soort:
- Nesomymar magniclave Valentine, 1971